# Scala amoris

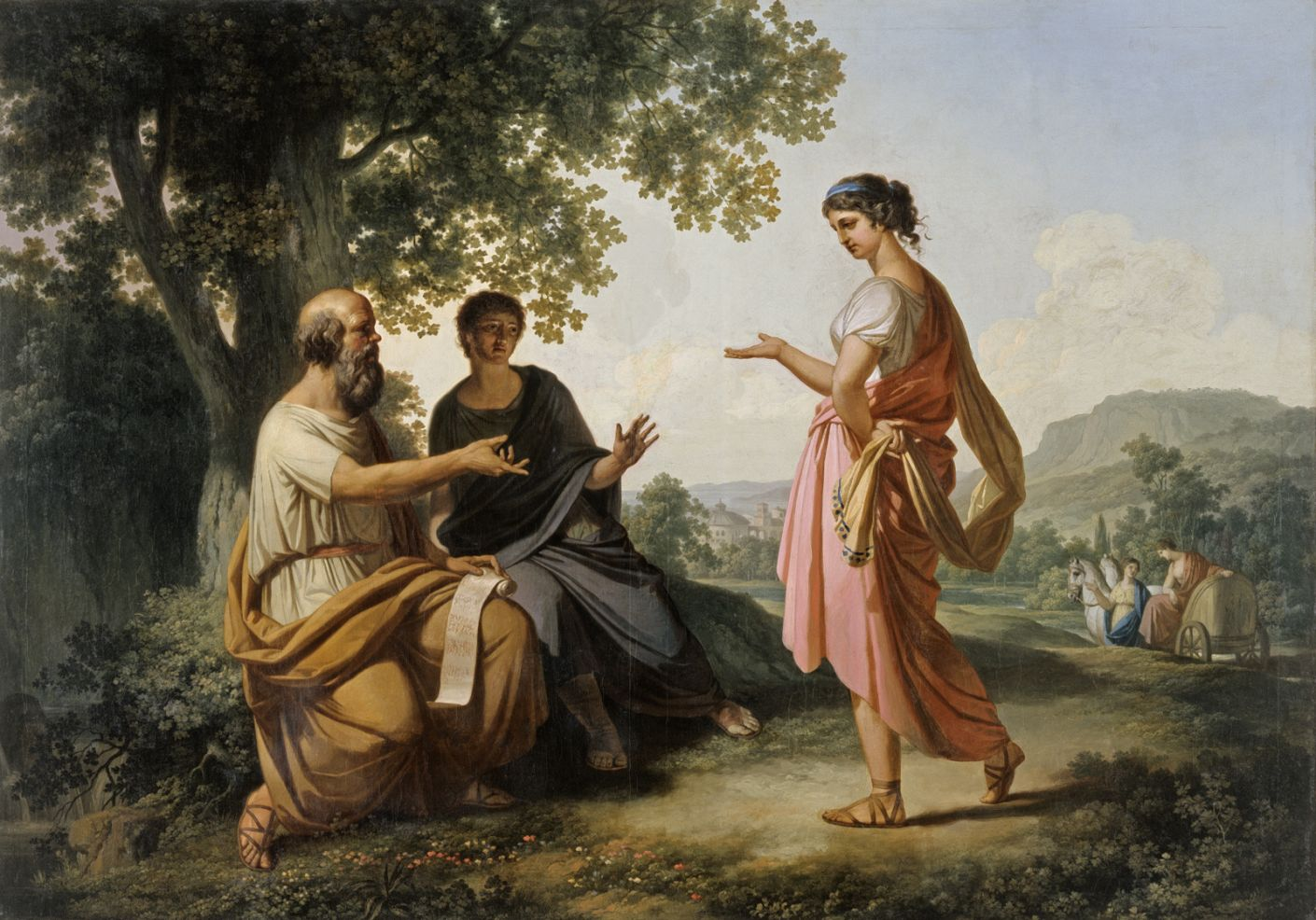
Representação de Sócrates e Diotima. Sócrates com um Discípulo e Diotima, Franc Kavčič, antes de 1810

Scala amoris (termo convencional, em latim) ou escada do amor é um conceito que se refere à noção platônica de uma elevação do amor em graus ascendentes. Em especial, ela é atribuída por Sócrates no diálogo platônico O Banquete à sacerdotisa Diotima de Mantineia, que caracteriza a analogia utilizando-se o termo “ἐπαναβασμοῖς” (épanabasmoîs, do grego antigo, “degraus”), em “Essa é a abordagem ou indução correta para questões de amor (ta erôtika). A partir de belezas óbvias, ele deve, pelo bem daquela beleza mais alta, subir sempre ao alto, como em degraus”.
Platão, por meio de Sócrates em seus diálogos, aborda o conceito de amor definindo-o de forma abrangente sob o termo de Eros (em grego antigo, ἔρως), que foi utilizado significando desde o amor sexual ou romântico até um amor divino ideal (ver p. ex. amor platônico), em contraste com seu uso mais comum em referência ao amor corpóreo. A ideia do Eros em graus de elevação e intensidade variados remete à Teoria das Formas, como pode ser visto em O Banquete e Fedro (ver abaixo), o que explica o amor platônico ser inclusivo de todos seus tipos, exemplificados do "eros" corpóreo aos conceitos divinos mais elevados, como philia ou ágape, este último posteriormente desenvolvido na filosofia.

## Contexto
Em O Banquete, essa escala é gradualmente ampliada através de diversas abordagens do Amor. Ele é apresentado em oito discursos pelos interlocutores do simpósio (banquete), cada um dando-lhe diferentes definições: em ordem, Fedro, Pausânias, Erixímaco, Aristófanes, Agatão, Sócrates/Diotima (in absentia) e Alcibíades.
Fedro afirma que Eros é enobrecedor, pois seu efeito nos amantes é inspirar o desejo de ser o melhor na presença do amado, “viver bela e retamente”
Pausânias divide o amor em duas partes: uma divina, o Amor Celeste, que eleva os amantes; e outra corporal, que é passageira como a beleza do corpo. Ele afirma essa dualidade através da imagem mitológica de haver duas Afrodites, uma, filha de Urano e portanto celeste; outra, filha de Zeus e Dione, apelidada de “Pandêmia” ou vulgar, concluindo que “nem todo amor é belo e merecedor de encômios, mas apenas o que se alia à nobreza”. Ele associa o Amor Celeste ao amor da virtude (aretê), central na paideia, a educação do contexto de sua época, e o direcionamento dos jovens por Eros na sociedade ateniense visava à contemplação metafísica, impedindo-lhes dos “amores vulgares”.
Erixímaco expande a noção de Amor para além das relações conjugais e interpessoais, e afirma que Eros está presente no cosmos e nos ciclos da natureza. Isso tem relação com a função cósmica do Amor na mitologia grega, desde Hesíodo, em que Eros e Afrodite regulam as ações dos deuses, até seu movimento universal explícito na cosmologia de Empédocles. Fedro também citou anteriormente no mesmo diálogo Hesíodo: “Narra Hesíodo que antes o Caos existiu, vindo a Terra a seguir, de amplos seios, inabalável assento das coisas; depois chegou Eros”, e Parmênides: “Eros nasceu em primeiro lugar; nenhum deus antes dele”. Devido à harmonia e consonância, Erixímaco chama a música de “ciência do amor relativamente à harmonia e ao ritmo”.
Aristófanes propõe um mito que explica Eros como sendo a reminiscência de uma era em que dois sexos estariam em uma mesma alma e corpo ao mesmo tempo, e que Zeus os teria dividido porque nessa condição ambos eram fortes demais em seu amor e ousavam desafiar os deuses. Após a separação, restaria a saudade da unidade divina e o desejo de se reunir, explicando-se o amor conjugal. Essa analogia é notória pela imagem da metade-gêmea ou “cara metade”. Deste mito ficou famoso o termo “andrógino”, para os seres que eram ambos homem e mulher, mas também havia aqueles homem e homem ou mulher e mulher, o que servia de explicação para o amor homoafetivo.
Agatão louva Eros elogiando-o pela juventude, beleza e inspiração que concede aos poetas.
Sócrates afirma que aprendeu as questões de Amor com aquela que ele afirma ter sido sua instrutora no assunto, Diotima de Mantineia, uma sacerdotisa. Diotima inicialmente discorre sobre a relação genealógica de Eros com outros deuses e descreve a Sócrates quais são as suas manifestações na natureza e nas ações humanas, demonstrando-lhe que o objetivo do Amor é o belo e que elas são meramente um caminho para isso. Encerrada a descrição dos particulares, que ela chama de “mistérios menores”, inicia-se a seção de sua narrativa que é distinguida como os mistérios maiores, pelo que Diotima compara o Amor a uma iniciação, a qual é difícil de se realizar. Ela conclui que o degrau mais alto é a Ideia do Bem e do Belo em si como objeto verdadeiro e último do amor, em suas maiores intensidades; transcendente, mas que no entanto os amantes atingirão a sua contemplação sendo conduzidos em seu olhar, de grau em grau ascendendo.
"Só assim deve alguém entrar ou ser levado pelo caminho do amor, partindo das belezas particulares para subir até àquela outra beleza, e servindo-se das primeiras como de degraus: de um belo corpo passará para dois; de dois, para todos os corpos belos, e depois dos corpos belos para as belas ações, das belas ações para os belos conhecimentos, até que dos belos conhecimentos alcance, finalmente, aquele conhecimento que outra coisa não é senão o próprio conhecimento do Belo, para terminar por contemplar o Belo em si mesmo.
Quando um homem tem sido ensinado até agora na sabedoria do amor, passando de vista em vista a coisas bonitas, na ascensão correta e regular, de repente (ἐξαίφνης) se revelará a ele, à medida que se aproxima de seus fins em suas relações amorosas, uma visão maravilhosa, bonita por sua natureza; e este, Sócrates, é o objeto final de todos aqueles trabalhos anteriores. Antes de tudo, é eterno, não veio a ser nem perece, nem cresce nem diminui;... Nem nosso iniciado encontrará o belo que lhe é apresentado sob o disfarce de um rosto, mãos ou qualquer outra parte do corpo, nem como uma descrição ou pedaço de conhecimento particular, nem como existindo em algum lugar de outra substância, como um animal. ou a terra ou o céu ou qualquer outra coisa; mas existindo sempre na singularidade da forma independente por si só, enquanto toda a multidão de coisas bonitas participa dela de tal maneira que, embora todas elas venham a existir e perecer, ela não cresce,  nem é maior nem menor, e não é afetada por nada."
Ela afirma que o objeto do Amor é 'possuir o bem sempre',
“já que aquilo que os homens amam é simplesmente e somente o bem”
Sócrates conclui seu depoimento  
"'Mas considere' - disse ela - 'que só acontecerá a ele quando enxergar o belo através daquilo que o torna visível, para gerar não ilusões, mas exemplos verdadeiros de virtude, já que seu contato não é com a ilusão, mas com verdade. Então, quando ele tiver gerado uma verdadeira virtude e erguido-a, ele está destinado a ganhar a amizade do Céu; ele, acima de todos os homens, é imortal'; Tal, Fedro e vós outros, é o que Diotima me disse, e estou convencido disso; em cuja persuasão eu persigo meus vizinhos, para persuadir-lhes, por sua vez, de que a tal aquisição o melhor ajudante que nossa natureza humana pode esperar encontrar é o Amor. Por isso, digo-lhe agora que todo homem deve honrar o Amor, como eu mesmo honro todos os assuntos de amor com devoção especial e exorto todos os outros homens a fazer o mesmo; agora e sempre glorifico o poder e o valor do Amor, tanto quanto posso.
Um fato curioso é de que, em O Banquete, Sócrates afirma uma das poucas vezes saber algum tipo de conhecimento além de “só sei que nada sei”: “A única coisa que eu digo que sei é a arte do amor (ta erôtika)", o que também é repetido no diálogo Teages. Outra mulher que também lhe teria filosofado a arte do amor, segundo Plutarco, foi Aspásia, esposa de Péricles. Ésquines, um dos discípulos de Sócrates, aponta-a como mestra em eloquência e que ela sabiamente recomendava a virtude no relacionamento amoroso, sendo reconhecida como casamenteira e narrado que ela realizou um aconselhamento marital para Xenofonte e sua esposa.
A imagem de graus do amor também é vista no diálogo Fedro. Nele, Sócrates considera que também são utilizados para o Amor os dois procederes gerais de raciocínio, que são partes da Teoria das Ideias: 
“O de perceber e reunir em uma ideia as particularidades dispersas, para que se possa deixar clara, por definição, a coisa particular que ele deseja explicar; assim como agora, ao falar sobre o Amor, dissemos o que ele é e o definimos, bem ou mal."
“Aquele de se cortar a forma novamente, em classes ([sub]formas), em relação às suas articulações naturais, e não tentando quebrar qualquer parte, como um péssimo açougueiro”
Eros também é considerado no Fedro em relação à alegoria da biga, em que ele representa um caminho de ascensão dos indivíduos análogo à escada do amor e é comparado a asas que permitem um vôo. Ele é dividido em um eros ascendente e um eros em direção inferior, dos desejos mortais. Assim, os amantes são representados alados na narrativa quando estão na terra e suas asas crescem em contato do belo. Quando as asas estão perfeitas, a alma se eleva.
"A propriedade natural (dýnamis) de uma asa é transportar o que é pesado para cima, elevando-a até a região onde reside a raça dos deuses."

“Quando [a Alma] está perfeita e plenamente alada, viaja acima da terra e governa todo o cosmos; mas aquele que perdeu as asas é arrastado até se prender a algo sólido, onde se estabelece, assumindo um corpo terreno, que parece se mover por causa do poder da alma”

### Escala
Kristian Urstad resume a analogia afirmando 'o primeiro degrau é que o amante ame um corpo';
"Em primeiro lugar, de fato, se seu condutor o orienta corretamente, deve-se estar apaixonado por um corpo em particular para se gerar belos pensamentos nele;"
'O segundo, amar todos os corpos belos;'
"mas, em seguida, ele deve observar como a beleza ligada a este ou aquele corpo é cognata àquela que é ligada a qualquer outro, e que, se ele pretende seguir a beleza em forma, é uma loucura grosseira não considerar a beleza como uma e a mesma pertencendo a todos; e assim, tendo compreendido essa verdade, ele deve se tornar um amante de todos os corpos belos."
'O terceiro, amar a beleza que uma alma pode ter.'
"Mas seu próximo avanço será estabelecer um valor mais alto na beleza das almas do que na do corpo, de modo que, por pouco que seja a graça que possa florescer em qualquer alma provável, será suficiente para ele amar e cuidar, e produzir e solicitar tal conversa [de pensamentos] que tenderá a melhorar os jovens."
'Tendo chegado a amar a beleza mental ou a beleza da alma, o amante não terá outra escolha senão ascender para amar as belas instituições, leis e atividades públicas.'
"...finalmente, ele pode ser obrigado a contemplar o belo como aparecendo em nossas observâncias e leis, e contemplar tudo unido em parentesco e, assim, estimar a beleza do corpo como um assunto pequeno."
'Ele então se apressa ao penúltimo estágio para amar a beleza das ciências ou do conhecimento em geral.'
"A partir das observâncias, ele deve ser levado aos ramos do conhecimento, para que ali também ele possa contemplar uma província da beleza, e ao olhar assim para a beleza na massa possa escapar da escravidão mesquinha e meticulosa de uma única instância, onde ele deveria centralizar todo o seu cuidado"
'Dito isso para que finalmente se culmine no amor ao Belo-em-si (auto to kalon), que Diotima descreve como contemplar um vasto mar de beleza'
"...e, voltando-se para o oceano principal do belo, a contemplação dele pode trazer em todo seu esplendor muitos belos frutos do discurso e da meditação em uma abundante colheita de filosofia;"

## Interpretação
Platão utiliza termos específicos dos mistérios de Elêusis, cujos ritos conduzem ao objetivo final (telos) da revelação da contemplação perfeita (epoptika); inicialmente, o iniciado é levado por um mistagogo pelos mistérios menores preparatórios, e os mystai que depois participassem do clímax secreto realizariam uma experiência comum através da visão, individual e não mediada por uma hierarquia sacerdotal, em que perceberiam a união com o divino e a imortalidade; o termo epoptika, usado para a epifania eleusina, foi incorporado por Diotima aos graus que são referidos como "mistérios maiores", ao final dos quais o filósofo torna-se um amante do divino (theophiles) e verdadeiro imortal.

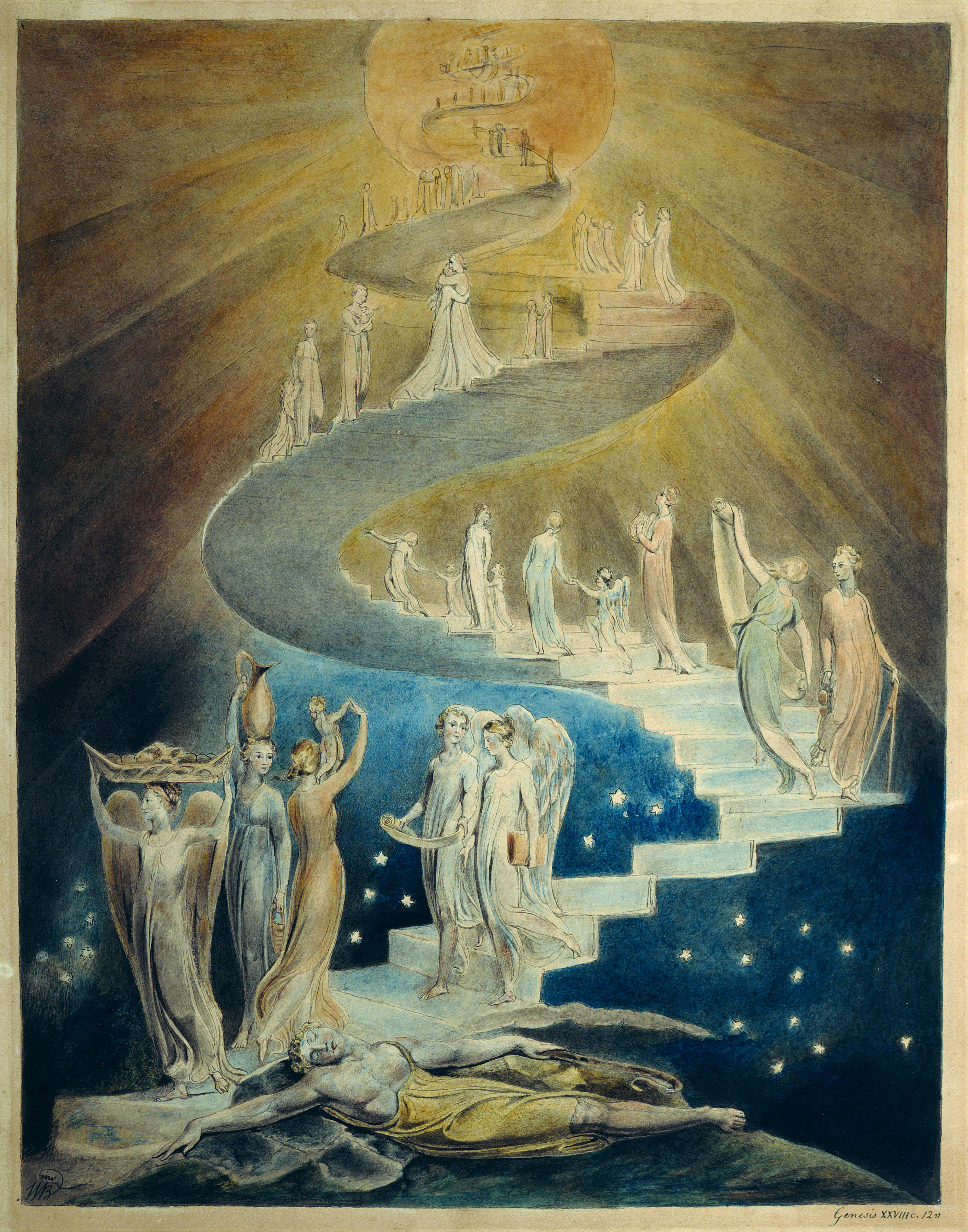
Escada de Jacó (1800), de William Blake, pode ter sido influenciado pela escada do amor platônica, como visto pelos dois amantes.

O grau último da escada do amor indica a visão platônica de que o ápice de Eros, descrito por Diotima como a sua definição verdadeira, é a ascensão e sublimação da condição humana aos ideais divinos do Bem e Belo, e ela considera os estágios anteriores apenas como “imagens”, por serem manifestações menores dele. Em relação às categorias maiores, compara-se:
"Percebendo isso, ele é estabelecido como amante de todos os corpos belos e relaxa essa preocupação excessiva com um, pensando menos dele e acreditando ser uma questão pequena... a beleza corporal é uma coisa pequena (ômicron)"
Giovanni Reale afirma que para Platão o Amor conduz ao Absoluto.
Paralelos já foram feitos com a Alegoria da Caverna, presente em A República, como afirma Thomas L. Cooksey:
"De uma perspectiva metodológica, a scala amoris de Diotima é um análogo da parábola da caverna, da República. Ambos tratam do processo de iluminação ou compreensão que, de modo geral, é o movimento que parte de aparências individuais em direção a algo cada vez mais abstrato, ou seja, indo para algo além do individual em direção ao ideal. Mas enquanto o cavernícola de Sócrates precisa ser conduzido externamente de modo a empreender a viagem de ascensão, os iniciados de Diotima, aqueles conhecedores dos mistérios do amor, são internamente motivados, por seu desejo, para subir na escada do amor. Ligado a isso, a atenção dada ao tema do amor destaca um problema tocado na República, ou seja, o de que o processo filosófico não é fácil, o de que o método racional por ele próprio é inadequado para alcançar a verdade. Ele é um guia, uma disciplina, e uma preparação, mas no fim, é somente através de um esforço incomensurável que 'de repente ele (o amante em busca da Beleza) irá apreender algo maravilhosamente belo em sua natureza' (210 E). Como Sócrates explica no Fedro, a busca filosófica envolve uma espécie de loucura ou mania. O Banquete examina mais detidamente a natureza dessa loucura"
Apesar de ser comum interpretar pela analogia de escada que, ao se subir, os objetos de amor dos degraus anteriores da escada seriam abandonados, há a posição, defendida em alguns estudos, de que ao escalar ocorre uma revalorização em favor do amor mais sublimado, sem que desapareçam os amores menores, mas diminuindo as suas intensidades devidamente ao grau e enxergando o amor ao Belo como geral a todos eles. Eles também serviriam de base para o amor mais alto, como é apresentado na própria progressão do diálogo, segundo Pierre Hadot:
"Os cinco primeiros discursos, de Fedro, Pausânias, Erixímaco, Aristófanes e Agatão, por uma progressão dialética, preparam o elogio do Amor por Diotima, a sacerdotisa de Mantineia de quem Sócrates, logo que chega sua vez, referirá as palavras."
Outra crítica é feita também a uma visão individualista de se isolar no topo do Eros. Quanto a isso, um artigo afirma que isso se deve a uma má interpretação da imagem alegórica, porque Platão não utilizou a palavra grega própria para escada, κλῖμα, mas de degraus (ἐπαναβασμοῖς), que permitiriam uma ascensão compartilhada, por exemplo com um companheiro: “Uma escadaria de desejo apaixonado”, segundo Ruby Blondell, diferente de uma escada de mão. A subida da escada seria coletiva e ininterruptamente ascendente.
Uma tese também afirma que há tanto imanência quanto transcendência no Amor, de forma que ele não abandona as outras instâncias, mas que também tem um caráter cívico e o amante deve retornar em descida com o objetivo de nelas ensinar a virtude e educar, na chamada katábasis - explícita em A República:
"A tarefa que cabe a nós, fundadores que somos, disse eu, é obrigar que as melhores naturezas cheguem ao aprendizado que, no que falávamos a pouco, dávamos como o melhor de todos, isto é, ver o bem e fazer aquela caminhada para o alto e, depois que a fizerem e já tiverem contemplado suficientemente o bem, não devemos permitir-lhes o que hoje permitimos. (...) Que permaneçam lá (...) e não queiram descer outra vez para junto daqueles prisioneiros, nem partilhar com eles das labutas e das honras, sejam elas de muito ou pouco valor" 

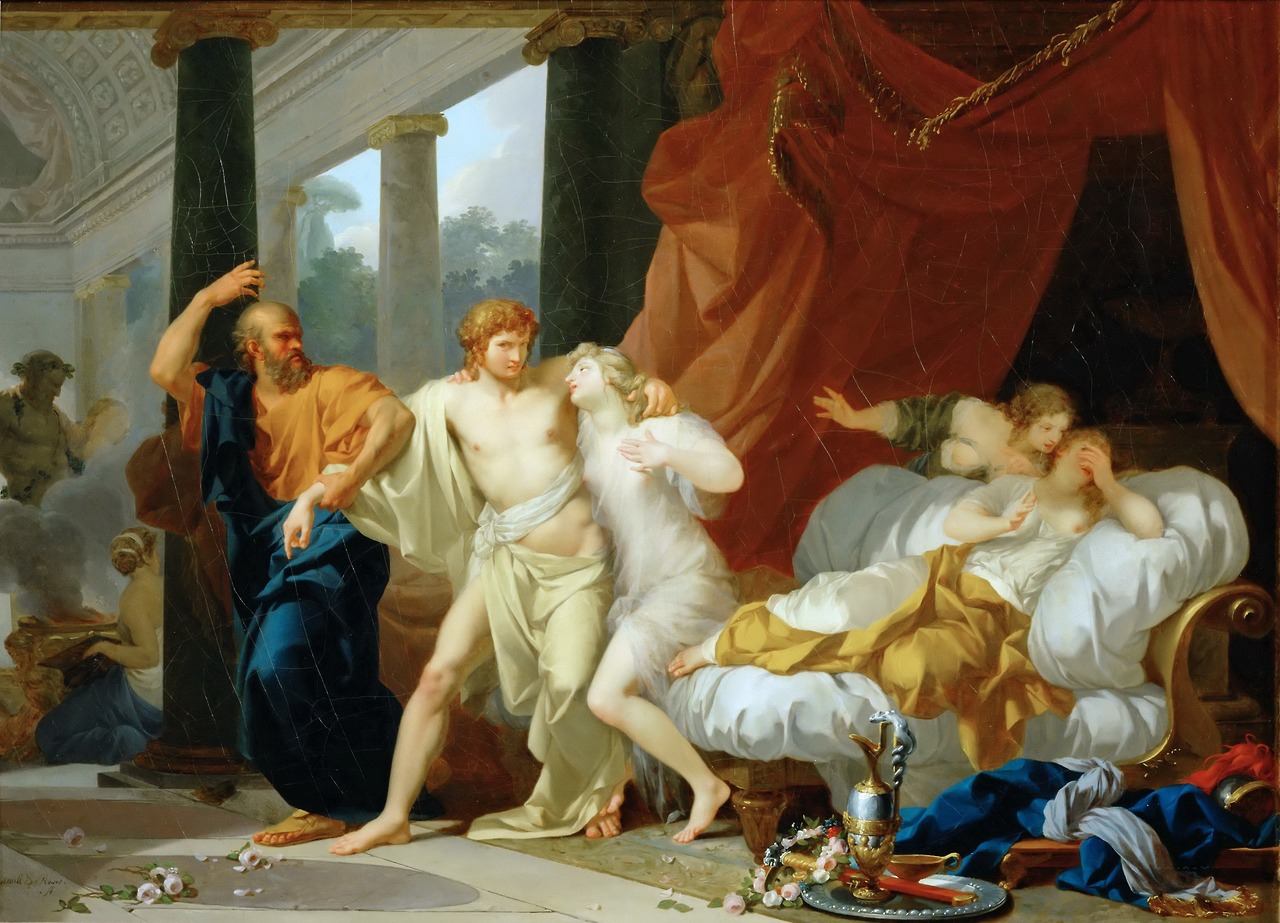
Sócrates Arrancando Alcibíades do Abraço do Prazer Voluptuoso. Jean-Baptiste Regnault, 1791.

Assim, além da definição teórica do Amor, Sócrates demonstraria também a sua prática educativa na cena final do diálogo do Banquete, em que Alcibíades conta a postura virtuosa de seu mestre.
"Platão, depois de nos haver apresentado Sócrates, que revela a natureza do amor com a máscara de Diotima e com a celebração dos pequenos e dos grandes mistérios, o apresenta sem máscaras, ou melhor, como uma máscara nua, descendo-o à vida real, como contraprova da verdade daquilo que havia primeiramente enunciado em nível teórico."